# 中視午間新聞
中視午間新聞，為中視主頻、中視新聞台每天11:58至13:00所播放的一則電視新聞節目。
2014年3月3日起，《中視午間新聞》以高畫質型態在中視主頻播出，但高畫質僅限鏡面及播報畫面部分，採訪畫面尚為標準畫質。
2015年1月27日起，平日的《中視午間新聞》於中視HD台以高畫質同步播出，播至2016年2月12日止。
2016年8月13日起，週末的《中視午間新聞》從半小時延長為一小時播出。

## 主播

#### 現任
- 方彥迪（2018年7月－至今；週一～週四播報）
- 李易璇（2023年4月9日-至今；週日播報）
- 鄭雅方（2025年7月11日-至今；週五週六播報）

#### 氣象
- 陳志耕（2014年－至今；輪播）
- 戴立綱（2021年4月至今；週一至週五）
- 李易璇（2023年4月9日至今～；播報週日）
- 鄭雅方（2025年7月11日至今～；播報週六）

#### 平日代班
- 鄭雅方

### 歷任主播
平日
- 章國珍（1990年－時間不明）
- 李宜軒（原名李玲）（1998年－2001年）
- 唐德蓉（2002年－2004年3月）
- 江宜汾（2004年4月－2010年4月，固定主播；2012年2月28日－2014年4月24日；輪流播報）
- 鄭怡軒（2010年5月－2010年7月；輪流播報）
- 黃晴（2010年5月－2012年；輪流播報）
- 彭愛佳（2010年5月－2011年；輪流播報）
- 黃怡文（2010年－2011年10月13日；輪流播報）
- 林慧蓉（2010年－2012年2月；輪流播報）
- 侯乃榕（2011年3月7日－2014年4月25日，輪流播報；2014年4月28日－2018年2月22日；固定主播）
- 李佳玲（2012年7月30日－2014年2月7日；輪流播報）
- 張以仁（2018年7月－2019年；週一播報）
- 洪怡惠 (2011年10月14日－2014年3月)

周末
- 江宜汾（2003年－2004年初）
- 鄭怡軒（2005年－2010年7月；輪流播報）
- 黃晴（2005年－2011年；輪流播報）
- 彭愛佳（2005年－2011年；輪流播報）
- 黃怡文（2010年－2011年10月；輪流播報）
- 林慧蓉（2010年－2012年2月；輪流播報；2012年3月3日－2014年5月10日；週六播報、平日代班）
- 李佳玲（2012年5月6日－2013年2月3日；週日獨自播報）
- 葉芷娟（2013年2月9日｜2013年3月3日─2014年5月11日；週日播報）
- 陳志耕（2014年5月17日－2017年；輪流播報）
- 蕭羽潔（2014年5月18日－2014年6月28日；輪流播報）
- 黃國瑋（2014年5月24日－2015年；輪流播報）
- 張以仁（2014年5月31日－2017年；輪流播報）
- 謝明智（2014年6月－2016年；輪流播報）
- 陳詩雅（2014年6月－2016年；輪流播報）
- 蔣育圻（2017年－2018年；輪流播報）
- 陳采沂（2017年－2021年；輪流播報）
- 何織羽（2021年2月14日－2021年8月15日；週日）
- 陳志耕（2014年－2023年3月26日；週日播報）
- 劉又嘉（2021年8月22日-2023年12月30日；週六播報）
- 蔡婷育(2024年1月-2025年4月27日；週六播報)
- 馮薇之（2024年1月-2025年6月28日 週五週六播報）

氣象
- 郭安妮（2015年－2017年5月16日；輪播）
- 彭志宇（2014年－2015年；週三至週五）
- 鄭尹翔（2014年5月21日－2015年6月）
- 劉品薇（2016年8月1日－2017年9月）

## 節目介紹
社會、政治、財經、民生，即時報導一手掌握!每天中午1小時，提供您更完整、更有深度的國內外新聞!您最想知道的都在中視午間新聞!

## 開場動畫
- 1998年1月1日─2003年12月31日：

背景為深藍色平面世界地圖緩慢滾動，隨後中視台標往左上移動，近中央處細紅線十字交叉後放出青白色光芒，同時金色「中視午間新聞」標題與下方銀色「CTV NEWS」個別從不同角度置中後定位，中央處光芒於標題定位後消失。
- 2004年1月1日─2005年8月7日：

金黃背景搭配地球旋轉，「中視午間新聞」標題旋轉而出，隨後為當日重點新聞摘要，背景音樂改版。
- 2005年8月8日─2007年2月4日：

數個圓形環狀物組成時鐘後，「中視午間新聞」標題旋轉而出，並帶有中視台標與英文標題，隨後為當日重點新聞摘要。
- 2007年2月5日─2009年4月12日：

各類新聞照片往中靠攏後形成錯落的虛擬方塊平面圖，再由垂直俯角迅速轉移至平行遠眺為大樓錯落的城市景象，同時「中視午間新聞」六字標題快速飛旋而出，隨後為當日重點新聞摘要。
- 2009年4月13日─2009年12月31日：

數條圓弧帶狀物與英文標題、數張新聞照片出現後，視角帶入時鐘中心，並伴隨時鐘背景逆時針方向金屬材質化，金色時針再順時針方向帶入當日新聞重點，並加入主播口述，隨後金色時針再度出現並順時針劃出金屬材質背景，銀色「中視午間新聞」六字標題往上旋轉排列，並於隨後往左放大穿出。
- 2010年1月1日─2012年3月4日：

圓形輻散狀劃分的綠色方塊，在中心數度出現藍色閃光後，藍色水滴物快速衝出，並穿梭於錯落排列的綠色方塊間，橘色水滴橫向衝過並扭曲本來擺放於一角的照片，並有眾多照片迅速跟隨其後（此時藍色水滴再度出現），最後藍色與橘色水滴物於地球北極交會成中視台標，將地球往上轉移（此時地球慢速自轉至亞澳地區），並出現「中視午間新聞」標題後做結。
2004年至2012年為止的五個版本，背景音樂均為同一曲，但前四版擷取片段為間奏部分，最後一個版本擷取之片段則有主旋律。
- 2012年3月5日─2014年3月2日：

2009年版動畫沿用，當日重點新聞部分無主播口述。重點新聞播出時的「今日重點」字體比2009版本縮小並位在較上方，背景音樂改版。
- 2014年3月3日至今：

高畫質後第一代，畫面、背景音樂均為2010─2012年版本（改版前數天的音樂為上一代版本），並將衝擊音效移除，標題字型與前述版本略有不同。